# ملعب بيرا-ريو
ملعب بيرا-ريو (بالبرتغالية: Estádio Beira-Rio‏) هو ملعب كرة قدم يقع في مدينة بورتو أليغري البرازيلية. يسع الملعب لجلوس 62 ألف متفرج.و يعتبر الملعب الرسمي الذي يخوض فيه نادي إنترناسيونال مبارياته. تم افتتاح الملعب في 6 أبريل 1969.

## التحسين والترميم
- الملعب على وشك الخضوع لتحسينات التي من شأنها أن تجعله لائقا لإستضافة مباريات خلال نهائيات بطولة كأس العالم لكرة القدم 2014 في البرازيل. انترناسيونال لديها مشروع لترميم وتحسين مركب بيرا-ريو اسمه 'جيغانتي بارا سمبر' (العملاق للأبد). وسيتم تكييف الملعب إلى المعايير الدولية لاستعداد لإستضافة أي لعبة وطنية أو دولية.

## وقوف السيارات
لراحة الجمهور الذي يذهب إلى دورة الألعاب الأولمبية، والحفلات الموسيقية والمطاعم في المركب الرياضي، سيتم تشييد مبنى موقف للسيارات مع ارتفاع أقل من الأشجار، مما تجعل الملع يطل على المناظر الطبيعية للحديقة. على الجانب الآخر من المجمع سيكون هناك موقف للسيارات آخر تحت متنزه.

## الملاعب التكميلية
سوف تضاف الملاعب التكميلية، وتستخدم للتكوين من فريق عمل محترف وللشباب، ووضع ترتيب جديد. وسيتم إنشاء ملاعب جديدة.

## وصلة خارجية
- StadiumZone picture